# Jürgen Bona Meyer

Jürgen Bona Meyer

Jürgen Bona Meyer (* 25. Oktober 1829 in Hamburg; † 22. Juni 1897 in Bonn) war ein deutscher Philosoph. Meyer war seit 1868 Professor an der Universität Bonn; 1886/87 amtierte er als Rektor der Universität. Sein Schwager war der Zoologe und Ökologe Karl August Möbius (1825–1908).

## Leben
Meyer studierte Medizin, Naturwissenschaften und Philosophie. 1854 wurde er bei Friedrich Adolf Trendelenburg mit einer Arbeit über Aristoteles' Thierkunde promoviert. Während seines Studiums wurde er 1850 Mitglied der Bonner Burschenschaft Frankonia.
Meyer bemühte sich im Anschluss an Jakob Friedrich Fries den Kritizismus Kants unter Berücksichtigung neuerer psychologischer Erkenntnisse zu erneuern und gilt damit als ein früher Vertreter des Neukantianismus.

## Schriften (Auswahl)
Essays
- Philosophische Zeitfragen. 2. Auflage. Bonn 1874 (EA Bonn 1870).
- Zum Bildungsgang unserer Zeit. Bonn 1875.
- Der Wunderschwindel unsrer Zeit. Bonn 1878.
- Probleme der Lebensweisheit. Betrachtungen. Berlin 1887.

Monografien
- Aristoteles Thierkunde. Berlin 1855.
- Über Fichtes „Reden an die deutsche Nation“. Hamburg 1862.
- Kants Psychologie. Berlin 1869.
- Leitfaden zur Geschichte der Philosophie. Zum Gebrauche bei Vorlesungen und zum Selbststudium. Berlin 1882.
- Der Mainzer Katholikentag[2], der Fall Harnack und die Gottlosigkeit unserer Universitäten (= Deutsche Zeit- und Streitfragen/N.F., Band 7). Richter, Hamburg 1893.

Vorträge und Vorlesungen
- Zum Streit über Leib und Seele. Worte der Kritik. Hamburg 1856 (6 Vorlesungen)
- Die Idee der Seelenwanderung. Vortrag beim Wissenschaftlichen Verein zu Berlin. Hamburg 1861.
- Arthur Schopenhauer als Mensch und Denker. Vorträge. 2. Auflage. Berlin 1874 (EA Berlin 1871)
- Weltelend und Weltschmerz. Eine Rede gegen Schopenhauers und Hartmanns Pessimismus gehalten im Wissenschaftlichen Verein zu Berlin. Bonn 1872.